# Bronchocela hayeki
Bronchocela hayeki är en ödleart som beskrevs av Müller 1928. Bronchocela hayeki ingår i släktet Bronchocela och familjen agamer. Inga underarter finns listade.